# Mestaruussarja 1938
La Mestaruussarja 1938 fu la trentesima edizione della massima serie del campionato finlandese di calcio, la nona come Mestaruussarja. Il campionato, con il formato a girone unico e composto da otto squadre, venne vinto dell'HJK.

## Squadre partecipanti
| Club        | Città    | Stagione 1937                                      |
| ----------- | -------- | -------------------------------------------------- |
| HIFK        | Helsinki | Campione di Finlandia                              |
| HJK         | Helsinki | 2º posto in Mestaruussarja                         |
| HPS         | Helsinki | 4º posto in Mestaruussarja                         |
| HT Helsinki | Helsinki | 5º posto in Mestaruussarja                         |
| KPT Kuopio  | Kuopio   | Vincitore di Itä–Länsi-sarja                       |
| Sudet       | Viipuri  | 3º posto in Mestaruussarja                         |
| TPS         | Turku    | 6º posto in Mestaruussarja                         |
| VPS         | Vaasa    | Finalista in Itä–Länsi-sarja e vincitore spareggio |

## Classifica finale
|  | Pos. | Squadra     | Pt | G  | V | N | P  | GF | GS | DR  |
|  | ---- | ----------- | -- | -- | - | - | -- | -- | -- | --- |
|  | 1.   | HJK         | 20 | 14 | 8 | 4 | 2  | 43 | 24 | +19 |
|  | 2.   | TPS         | 16 | 14 | 7 | 2 | 5  | 37 | 25 | +12 |
|  | 3.   | VPS         | 16 | 14 | 7 | 2 | 5  | 30 | 22 | +8  |
|  | 4.   | HT Helsinki | 16 | 14 | 7 | 2 | 5  | 28 | 28 | 0   |
|  | 5.   | HPS         | 14 | 14 | 6 | 2 | 6  | 22 | 33 | -11 |
|  | 6.   | HIFK        | 11 | 14 | 4 | 3 | 7  | 27 | 31 | -4  |
|  | 7.   | KPT Kuopio  | 11 | 14 | 4 | 3 | 7  | 21 | 41 | -20 |
|  | 8.   | Sudet       | 8  | 14 | 4 | 0 | 10 | 26 | 30 | -4  |

Legenda:
      Campione di Finlandia
 Accede allo spareggio
      Retrocesse in Itä–Länsi-sarja
Note:
Due punti a vittoria, uno a pareggio, zero a sconfitta.

## Spareggi

### Spareggio sesto posto
|      | Risultati |            | Luogo e data              |
| ---- | --------- | ---------- | ------------------------- |
| HIFK | 5-1       | KPT Kuopio | Helsinki, 16 ottobre 1938 |
|      |           |            |                           |

### Spareggio salvezza
Lo spareggio salvezza si disputò tra la settima classificata in Mestaruussarja (il KPT Kuopio) e la perdente dello spareggio promozione di Itä–Länsi-sarja (il KIF).
|            | Risultati |            | Luogo e data              |
| ---------- | --------- | ---------- | ------------------------- |
| KIF        | 2-4       | KPT Kuopio | Helsinki, 23 ottobre 1938 |
| KPT Kuopio | 3-2       | KIF        | Kuopio, 30 ottobre 1938   |
|            |           |            |                           |